# Brad Neely's Harg Nallin' Sclopio Peepio
Brad Neely Harg Nallin' Sclopio Peepio è una serie televisiva animata statunitense del 2016, creata da Brad Neely. 
In formato sketch, la serie si compone di cortometraggi e scene di routine, con canzoni composte dallo stesso Neely.
La serie è stata trasmessa per la prima volta negli Stati Uniti su Adult Swim dal 10 luglio al 18 settembre 2016, per un totale di 10 episodi ripartiti su una stagioni.

## Trama
La serie, in stile sketch, parodia scene di routine attraverso cortometraggi e canzoni.

## Episodi
| nº | Titolo originale | Prima TV USA      |
| -- | ---------------- | ----------------- |
| 1  | For Streep       | 10 luglio 2016    |
| 2  | For Knowles      | 17 luglio 2016    |
| 3  | For Aretha       | 24 luglio 2016    |
| 4  | For Blanchett    | 31 luglio 2016    |
| 5  | For the Jenners  | 7 agosto 2016     |
| 6  | For Winona       | 14 agosto 2016    |
| 7  | For Sarandon     | 21 agosto 2016    |
| 8  | For Johansson    | 28 agosto 2016    |
| 9  | For Charlize     | 11 settembre 2016 |
| 10 | For Alba         | 18 settembre 2016 |

## Produzione
Il titolo insolito della serie, secondo Neely, è "intenzionalmente privo di significato", essendo costituito da una fantomatica "raccolta di sillabe preferita dello staff". Il titolo originale TV Sucks è stato successivamente cambiato durante la fase di produzione.
Il primo episodio di Brad Neely Harg Nallin' Sclopio Peepio è stato pubblicato su Vine il 27 giugno 2016, prima della messa in onda in televisione avvenuta il 10 luglio dello stesso anno, rendendolo il primo programma televisivo ad avere un episodio pubblicato su un servizio di video-hosting.
La serie è stata annunciata una settimana prima dell'upfront di Adult Swim nella seconda settimana di maggio 2015. La produzione della serie è iniziata durante quella della terza stagione di China, IL, concludendosi poi nel gennaio 2016. Prima della cancellazione di China, IL nel luglio 2015, i membri del cast avevano programmato un collegamento tra le due serie visto anche il fatto che erano entrambe in produzione allo stesso tempo. L'idea originale del creatore Brad Neely era quella di produrre una serie in sketch dal ritmo frenetico, vista la sua preferenza delle due qualità nell'ambito dell'animazione.
Ispirandosi al metodo precedentemente utilizzato in China, IL, gli autori della serie si riunivano in una stanza dove venivano proposte circa 50 idee di sketch durante una seduta. Alcune di queste idee derivano da una lista sviluppata da Neely nel corso della sua vita. Con la fine della fase di produzione della serie sono stati scritti circa 600 sketch, di cui la metà sono stati incorporati nei dieci episodi della stagione.
Secondo Neely, gli sketch che parlano di celebrità come Kanye West o Taylor Swift esprimono le sue "strane associazioni" con quei soggetti piuttosto che con quelli del pubblico in generale, portando a quelle scene ad avere meno senso. Fino a giugno 2015, Neely ha composto circa 75 parti musicali. Un anno dopo ne aveva completato 100, tuttavia solo tra 60 e 70 sono apparsi nella stagione. Per la serie, Daniel Weidenfeld ha espresso il desiderio di incorporare e arrangiare lo stile delle due webserie The Professor Brothers e Baby Cakes di Neely. Quest'ultime hanno poi portato alla creazione di China, IL, dove appaiono i personaggi di entrambe le webserie. Successivamente sono stati proposti degli sketch con alcuni personaggi di China, IL, tuttavia sono stati tagliati.
Il 15 novembre 2016, la serie è stata cancellata dopo un'unica stagione.

## Accoglienza
Devin D. O'Leary del Weekly Alibi ha trovato la serie poco divertente nel suo complesso, affermando che probabilmente possa interessare solo agli appassionati di Adult Swim. Daniel Kurland di Den of Geek, d'altro canto, ha dato un voto di quattro e mezzo su cinque, elogiando la musica e il dadaismo dello stile della serie.